# Alfred Flatow
Alfred Flatow (Gdańsk, 3 de outubro de 1869 - Terezín, 28 de dezembro de 1942) foi um ginasta alemão, que competiu em provas de ginástica artística. 
Em 1896, representou a Alemanha nos Jogos de Atenas na Grécia. Na ocasião, venceu a disputadas barras paralelas, foi o vice-campeão na barra horizontal e membro da equipa alemã, que conquistou as medalhas de ouro em ambas as provas coletivas: barras paralelas e barra horizontal. Foi finalista também no salto, cavalo com alças e argolas. Seu primo Gustav Flatow, também foi membro da delegação de ginástica alemã em 1896.
Após o seu regresso à Alemanha, a maioria dos ginastas alemães foram suspensos, pois o Turnerschaft Deutsche (neste momento o órgão executivo da ginástica alemão) boicotou os Jogos Olímpicos. Após a ocupação nazista na Alemanha em 1933 e do Holocausto, ele teve de fugir para a Holanda em 1938 por ser judeu. Quando a Alemanha invadiu a Holanda, foi preso e deportado para KZ Theresienstadt, onde morreu com 73 anos de idade.